# Ministério da Saúde (Brasil)
| Ministério da Saúde                                                      |                               |
| Esplanada dos Ministérios, Bloco G - Brasília, DF www.gov.br/saude/pt-br |                               |
| Criação                                                                  | 25 de julho de 1953 (72 anos) |
| Sede do Ministério da Saúde                                              |                               |
| Sede do Ministério da Saúde                                              |                               |
| Atual ministro                                                           | Alexandre Padilha             |
| Orçamento                                                                | R$ 160,9 bilhões (2022)       |

O Ministério da Saúde (MS) corresponde ao setor governamental responsável pela administração e manutenção da Saúde pública no Brasil.

## História
Existe desde 1808 diretrizes públicas na área da saúde, realizadas pela monarquia. Apesar disso, o primeiro Ministério com ações na área da saúde foi criado em 1930, durante o governo de Getúlio Vargas, com o nome de Ministério dos Negócios da Educação e Saúde Pública. Em 1937 passou a se chamar Ministério da Educação e Saúde.
Em 25 de julho de 1953 foi definido como Ministério da Saúde. Em 1956, vinculado a este ministério, surgiu o Departamento Nacional de Endemias Rurais, com finalidade de executar os serviços de combate a endemias existentes no país como a malária, leishmaniose, doença de Chagas, peste, brucelose, febre amarela, entre outras.
No início dos anos 60, a desigualdade social, marcada pela baixa renda per capita e a alta concentração de riquezas, ganha dimensão no discurso dos sanitaristas em torno das relações entre saúde e desenvolvimento. O planejamento de metas de crescimento e de melhorias, conduziram o que alguns pesquisadores intitularam como a grande panaceia dos anos 60 (o planejamento global e o planejamento em saúde). As propostas para adequar os serviços de saúde pública à realidade diagnosticada pelos sanitaristas desenvolvimentistas tiveram marcos importantes, como a formulação da Política Nacional de Saúde na gestão do então ministro, Estácio Souto-Maior, em 1961, com o objetivo de redefinir a identidade do Ministério da Saúde e colocá-lo em sintonia com os avanços verificados na esfera econômico-social. Outro marco da história da saúde no âmbito ministerial ocorreu em 1963, com a realização da III Conferência Nacional da Saúde (CNS), convocada pelo ministro Wilson Fadul, árduo defensor da tese de municipalização. A Conferência propunha a reordenação dos serviços de assistência médico-sanitária e alinhamentos gerais para determinar uma nova divisão das atribuições e responsabilidades entre os níveis político-administrativos da Federação visando, sobretudo, a municipalização.
Em 1964, os militares assumem o governo e Raymundo de Brito firma-se como ministro da saúde e reitera o propósito de incorporar ao MS a assistência médica da Previdência Social, dentro da proposta de fixar um Plano Nacional de Saúde segundo as diretrizes da III Conferência Nacional de Saúde. Em 25 de fevereiro de 1967, com a implantação da Reforma Administrativa Federal, foi estabelecido que o Ministério da Saúde seria o responsável pela Política Nacional de Saúde.
Em 1974 houve um reforma interna na qual as Secretarias de Saúde e de Assistência Médica foram englobadas, passando a constituir a Secretaria Nacional de Saúde, para reforçar o conceito de que não existia dicotomia entre Saúde Pública e Assistência Médica. No mesmo ano, a Superintendência de Campanhas de Saúde Pública (SUCAM) passa à subordinação direta do Ministro do Estado, para possibilitar-lhe maior flexibilidade técnica e administrativa, elevando-se a órgão de primeira linha. Foram criadas as Coordenadorias de Saúde, compreendendo cinco regiões: Amazônia, Nordeste, Sudeste, Sul e Centro-Oeste, ficando as Delegacias Federais de Saúde compreendidas nessas áreas subordinadas às mesmas. As Delegacias Federais de Saúde deixavam, assim, de integrar órgãos de primeira linha. É criada também, a Coordenadoria de Comunicação Social como órgão de assistência direta e imediata do Ministro de Estado e instituído o Conselho de Prevenção Antitóxico, como órgão colegiado, diretamente subordinado ao Ministro de Estado.
Já na década de 1980, destaca-se a Constituição Federal de 1988, que determinou ser dever do Estado garantir saúde a toda a população, criando o Sistema Único de Saúde (SUS). Em 1990, foi aprovado pelo Congresso Nacional a Lei Orgânica da Saúde que detalhava então o funcionamento do Sistema.

## Combate ao Coronavírus
A pandemia de COVID-19 chegou ao Brasil em 26 de fevereiro de 2020, após a confirmação do primeiro caso, um homem do estado de São Paulo com histórico de viagem recente à Itália, na época um dos epicentros do vírus no mundo. O ministro da saúde, Luiz Henrique Mandetta, defendeu o isolamento social "horizontal" como principal medida de combate ao vírus, já que não existe nenhum medicamento, vacina ou anticorpo conhecido capaz de destruir o vírus. Mandetta defendeu esse posicionamento junto ao ministério, contrariando o próprio presidente Jair Bolsonaro, que defende um isolamento mais brando, popularmente chamado de "isolamento vertical". O ministério antecipou a campanha de vacinação contra a gripe, como estratégia para diminuir os casos de gripe e "desafogar" o sistema de saúde evitando o colapso prematuro. Após dias de divergências com o presidente, Mandetta foi demitido do cargo em 16 de abril, deixando o ministério enquanto o país obtinha quase 31 mil casos e dois mil mortes pela doença.
No mesmo dia da saída de Mandetta, Bolsonaro empossou o novo ministro, Nelson Teich, médico oncologista. Teich compartilhava da mesma opinião do seu antecessor sobre o isolamento social, e chegou a falar da possibilidade das cidades mais atingidas — na época, Manaus, Fortaleza, São Paulo e Rio de Janeiro — de adotarem o lockdown, que é uma espécie de isolamento mais duro que o horizontal. Teich ficou no cargo durante menos de um mês, pediu demissão em 15 de maio por discordar do presidente na questão da liberação da cloroquina — ainda sem comprovação de eficácia — para pacientes com sintomas leves da doença. Teich deixou o ministério um dia após o país ultrapassar a marca dos 200 mil casos e 14 mil mortes.
Após Teich, o secretário executivo que ele [Teich] nomeou, Eduardo Pazuello, assumiu interinamente o ministério. Após a saída do oncologista, o Governo anunciou que ampliará o protocolo liberando o uso da cloroquina em casos mais leves.
O site oficial da contabilização de casos de Covid no Brasil saiu do ar em 06 de junho, o Ministério e o Governo justificaram uma recontagem dos casos. Mais tarde, ele voltou ao ar apenas com casos  e mortes registrados no dia, o que gerou comentários de que o governo estaria tentando esconder os dados. Logo depois o ministério voltou atrás e novamente passou a mostrar o acumulado de casos.

## Unidades vinculadas
- Agência Nacional de Vigilância Sanitária (Anvisa)[3]
- Agência Nacional de Saúde Suplementar (ANS)
- Centro Cultural do Ministério da Saúde (CCMS)
- Empresa Brasileira de Hemoderivados e Biotecnologia (Hemobrás)
- Fundação Nacional de Saúde (Funasa)
- Fundação Oswaldo Cruz (Fiocruz)
- Grupo Hospitalar Conceição (GHC)
- Instituto Nacional de Traumatologia e Ortopedia Jamil Haddad (INTO)
- Instituto Nacional de Câncer (INCA)
- Instituto Nacional de Cardiologia (INC)

## Secretarias vinculadas
| Secretarias                                                                              | Secretários                         | Ref.   |
| ---------------------------------------------------------------------------------------- | ----------------------------------- | ------ |
| Secretaria Executiva                                                                     | Adriano Massuda                     | [ 15 ] |
| Departamento Nacional de Auditoria do Sistema Único de Saúde - DenaSUS                   | Rafael Bruxellas Parra              | [ 15 ] |
| Secretaria de Atenção Primária à Saúde                                                   | Ana Luiza Ferreira Rodrigues Caldas | [ 15 ] |
| Secretaria de Atenção Especializada à Saúde                                              | Mozart Julio Tabosa Sales           | [ 15 ] |
| Secretaria de Ciência, Tecnologia e Inovação e do Complexo Econômico-Industrial da Saúde | Fernanda De Negri                   | [ 15 ] |
| Secretaria de Vigilância em Saúde e Ambiente                                             | Mariângela Batista Galvão Simão     | [ 15 ] |
| Secretaria de Saúde Indígena                                                             | Ricardo Weibe Nascimento Costa      | [ 15 ] |
| Secretaria de Gestão do Trabalho e da Educação na Saúde                                  | Felipe Proenço De Oliveira          | [ 15 ] |
| Secretaria de Informação e Saúde Digital                                                 | Ana Estela Haddad                   | [ 15 ] |